# Роуз Хил (Северна Каролина)
Роуз Хил (енгл. Rose Hill) град је у америчкој савезној држави Северна Каролина.

## Демографија
По попису из 2010. године број становника је 1.626, што је 296 (22,3%) становника више него 2000. године.
| Група             | 2000.       | 2010.       |
| Белци             | 784 (58,9%) | 762 (46,9%) |
| Афроамериканци    | 336 (25,3%) | 511 (31,4%) |
| Азијати           | 7 (0,5%)    | 8 (0,5%)    |
| Хиспаноамериканци | 196 (14,7%) | 338 (20,8%) |
| Укупно            | 1.330       | 1.626       |